# سوشچپان
سوشچپان (به لاتین: Sušćepan) یک منطقهٔ مسکونی در مونته‌نگرو است که در شهرداری هرتسگ نووی واقع شده‌است. سوشچپان ۵۴۴ نفر جمعیت دارد.